# Come On A My House
「Come On A My House」(カム・オン・ア・マイ・ハウス)は、Hey! Say! JUMPの楽曲。10作目のシングルとして、2013年6月26日にジェイ・ストームから発売。

## 概要
- 前作「SUPER DELICATE」から約1年4ヶ月ぶりのシングルとなる。

- 初回限定盤1・2、通常盤の3形態での発売となり、それぞれ収録曲・ジャケット写真ともに異なる。[2]

- 表題曲は、メンバー出演 ハウス食品『バーモントカレー』のCMソングである。[2]

- 初回限定盤2・通常盤には、オリジナル・カラオケ3曲を収録。

- 初回限定盤1には、表題曲のビデオクリップ+メイキング映像とオリジナル・カラオケ1曲を収録。

- 初回限定盤2には、Hey! Say! 7が歌う「Just For You」とHey! Say! BESTが歌う「スクランブル」のカップリング2曲を収録。

- 通常盤には、カップリング曲「BOUNCE」と「New Hope ～こんなに僕らはひとつ」を収録。

## 収録曲
ジェイ・ストーム公式サイトの紹介ページをもとに記述。

### CD

#### 通常盤
1. Come On A My House [4:29]
作詞：Komei Kobayashi、作曲：馬飼野康二、編曲：生田真心
  - Hey! Say! JUMP出演 ハウス食品「バーモントカレー」CMソング
2. BOUNCE [3:31]
作詞：Komei Kobayashi、作曲・編曲：Tommy Clint
3. New Hope 〜こんなに僕らはひとつ [5:14]
作詞：松井五郎、作曲：STEVEN LEE、編曲：CHOKKAKU
4. Come On A My House（オリジナル・カラオケ）
5. BOUNCE（オリジナル・カラオケ）
6. New Hope 〜こんなに僕らはひとつ（オリジナル・カラオケ）

#### 初回限定盤1/2
※は初回限定盤2のみ収録。
1. Come On A My House
2. Just For You※ [4:49] - Hey! Say! 7
作詞：Komei Kobayashi、作曲：Alex Gerings・Andy Simon、編曲：立山秋航
3. スクランブル※ [4:50] - Hey! Say! BEST
作詞：薮宏太、作曲：龍、編曲：鈴木雅也
4. Come On A My House（オリジナル・カラオケ）
5. Just For You（オリジナル・カラオケ）※
6. スクランブル（オリジナル・カラオケ）※

### DVD
※初回限定盤1のみ
1. 「Come On A My House」ビデオ・クリップ+メイキング映像